# 大特尔诺沃大学
大特尔诺沃大学, 保加利亚大学，创办于1963年10月1日。

## 结构

### 院系
- 历史
- 美术
- 东正教神学
- 数学与信息
- 哲学
- 经济
- 教育学
- 法律
- 语言学